# Conne-de-Labarde
 Conne-de-Labarde  (en occitano Còmna de La Barda) es una población y comuna francesa, situada en la región de Aquitania, departamento de Dordoña, en el distrito de Bergerac y cantón de Issigeac.

## Demografía
| 217 | 190 | 132 | 141 | 191 | 204 |
| Para los censos de 1962 a 1999 la población legal corresponde a la población sin duplicidades (Fuente: INSEE [Consultar]) |     |     |     |     |     |